# NKX2-3
NKX2-3 (англ. NK2 homeobox 3) – білок, який кодується однойменним геном, розташованим у людей на короткому плечі 10-ї хромосоми. Довжина поліпептидного ланцюга білка становить 364 амінокислот, а молекулярна маса — 38 406.
| 10         |  | 20         |  | 30         |  | 40         |  | 50         |
| ---------- |  | ---------- |  | ---------- |  | ---------- |  | ---------- |
| MMLPSPVTST |  | PFSVKDILNL |  | EQQHQHFHGA |  | HLQADLEHHF |  | HSAPCMLAAA |
| EGTQFSDGGE |  | EDEEDEGEKL |  | SYLNSLAAAD |  | GHGDSGLCPQ |  | GYVHTVLRDS |
| CSEPKEHEEE |  | PEVVRDRSQK |  | SCQLKKSLET |  | AGDCKAAEES |  | ERPKPRSRRK |
| PRVLFSQAQV |  | FELERRFKQQ |  | RYLSAPEREH |  | LASSLKLTST |  | QVKIWFQNRR |
| YKCKRQRQDK |  | SLELGAHAPP |  | PPPRRVAVPV |  | LVRDGKPCVT |  | PSAQAYGAPY |
| SVGASAYSYN |  | SFPAYGYGNS |  | AAAAAAAAAA |  | AAAAAAYSSS |  | YGCAYPAGGG |
| GGGGGTSAAT |  | TAMQPACSAA |  | GGGPFVNVSN |  | LGGFGSGGSA |  | QPLHQGTAAG |
| AACAQGTLQG |  | IRAW       |  |            |  |            |  |            |

A: Аланін

C: Цистеїн

D: Аспарагінова кислота

E: Глутамінова кислота

F: Фенілаланін

G: Гліцин

H: Гістидин

I: Ізолейцин

K: Лізин

L: Лейцин

M: Метіонін

N: Аспарагін

P: Пролін

Q: Глутамін

R: Аргінін

S: Серин

T: Треонін

V: Валін

W: Триптофан

Задіяний у таких біологічних процесах, як транскрипція, регуляція транскрипції. 
Білок має сайт для зв'язування з ДНК. 
Локалізований у ядрі.